# Zdeněk Zlámal
Zdeněk Zlámal (ur. 5 listopada 1985 w Przerowie) – czeski piłkarz występujący na pozycji bramkarza w klubie Fastav Zlín, do którego trafił w 2017 roku. W reprezentacji Czech zadebiutował w 2009 roku. Rozegrał w niej jeden mecz.